# Anuraeopsis urawensis
Anuraeopsis urawensis is een raderdiertjessoort uit de familie Brachionidae. De wetenschappelijke naam van deze soort is voor het eerst geldig gepubliceerd in 1957 door Sudzuki.